# 奥山喜久夫
奥山 喜久夫（おくやま きくお、1948年 6月1日- ）は、日本の工学者。工学博士（大阪府立大学・1978年）。専門は化学工学、微粒子工学。現在はナノ粒子を合成・機能化する研究を行う。広島大学名誉教授。松下電工（Panasonic）のナノイー技術の共同開発者。 福井県 武生市 （現在の越前市）出身。

## 略歴
1971年に金沢大学工学部化学工学科を卒業し、1973年に金沢大学大学院工学研究科修士課程を修了しました。その後、大阪府立大学工学部化学工学科の助手として勤務しました。1978年には大阪府立大学で工学博士の学位を取得しました。1984年に大阪府立大学工学部化学工学科の講師に昇進し、1986年には助教授に任命されました。1990年には広島大学工学部第三類化学工学講座の教授に就任しました。2011年には広島大学大学院工学研究科の副研究科長・教授に就任し、2013年には広島大学の名誉教授の称号を授与されました。

## 著書
- 『微粒子工学（新体系科学工学）』（共著／オーム社、1992年）
- 『機能性材料科学』（共著／朝倉書店、1998年）
- 『ナノ粒子の製造・評価・応用・機器の最新技術（新材料シリーズ）』（共著／シーエムシー出版、2002年）

## 受賞歴
- 1981年 - 化学工学協会論文賞『限外顕微鏡によるエアロゾルの粒度分布の測定』
- 1989年 - 粉体工学情報センター学術奨励賞(IP賞)『気相プロセスによる機能性微粒子の製造』
- 1991年 - 山崎賞『噴霧熱分解粉を用いたAg基板上でのBi-(Pb)-Ca-Sr-Cu-0系超伝導膜の作製』
- 1993年 - 日本空気清浄協会会長賞『微量放射線源による蒸気およびガスのクラスター化』
- 1996年 - 日本エアロゾル学会論文賞『ナノ粒子の発生および測定に関する最近の研究』
- 1997年 - 化学工学会研究賞『CVDプロセスの微粒子工学的研究』
- 1998年 - 日本空気清浄協会会長賞『UV/光電子法による減圧場でのサブミクロン粒子の荷電と除去』
- 2001年 - 日本空気清浄協会奨励賞『噴霧乾燥法による球形・単分散試験用SiO2粒子の発生』
- 2002年 - Fuchs Memorial Award(International Aerosol Research Assembly)
- 2002年 - The Best Poster Paper Award(Sixth International Aerosol Conference)『Optical Properties of Dence and Porous Aggregates Consisting of Primary Silica Nanoparticles』
- 2002年 - Best Poster Award(International Symposium on Semiconductor Manufacturing 2002)『Real time monitoring system of Airborne Molecular Contamination in the clean room』
- 2003年 - 日本空気清浄協会賞論文賞『ガス状汚染物質の壁面付着量の実時間計測と付着挙動の評価』
- 2004年 - 第16回「中小企業優秀新技術・新製品賞」産学連携特別賞『ナノ超分散機「ウルトラアペックスミル」』
- 2004年 - International Symposium on Semiconductor Manufacturing, ISSM2004 Best Paper Award『Particle Reduction and Contamination Control in Plasma Etching Equipment』
- 2005年 - APT Distinguished Paper Award『Preparation of microencapsulated powders by an aerosol spray method and their optical properties』(F. Iskandar, H. Chang, K. Okuyama)
- 2005年 - 日本エアロゾル学会井伊谷賞
- 2005年 - L M Fingerson /TSI Inc. Distinguished Lecture Series『Aerosol Nanoparticle Research in Material Science and Engineering』
- 2006年 - 第23回空気清浄とコンタミネーションコントロール研究大会会長賞『ナノサイズ粒子によるエアフィルタの性能評価』
- 2006年 - 第23回空気清浄とコンタミネーションコントロール研究大会会長奨励賞『静電気力を用いたダスト除去によるプラズマCVD反応装置の汚染制御』
- 2006年 - 日本エアロゾル学会論文賞『新規変調プラズマによるSiH4/H2プラズマCVDリアクター内のダスト微粒子の抑制』
- 2006年 - 発明協会会長奨励賞『微粒子分析装置』
- 2007年 - KONA賞
- 2009年 - 化学工学会学会賞(池田亀三郎記念賞)『ナノ粒子材料の合成および機能化技術の新展開』
- 2012年 - 産学官連携功労者表彰経済産業大臣賞『「nanoe（ナノイー）」を生み出したナノ粒子技術の開発』